# 서울선유초등학교
서울선유초등학교(서울仙遊初等學校)는 대한민국 서울특별시 영등포구에 있는 공립 초등학교이다.

## 학교 연혁
- 2006년 12월 31일: 서울선유초등학교 설립인가
- 2007년 3월 2일: 서울선유초등학교 개교
- 2007년 4월 27일: 개교식 거행

## 참고자료
서울선유초등학교 - 한국교육학술정보원 학교알리미